# Digitalni mobilni radio
Digitalni mobilni radio (angleško Digital Mobile Radio, DMR) je radijski standard, ki ga je razvil Evropski inštitut za telekomunikacijske standarde (European Telecomunnications Standard Institute, ETSI). V praksi so se proizvajalci opreme DMR osredotočili na izdelavo produktov za profesionalne in komercialne trge, ta pa se delita na licenčni konvencionalni način delovanja (Tier I in Tier II) ter licenčni snopovni način delovanja (Tier III).
Sistemi DMR uporabljajo tehnologijo časovnega sodostopa TDMA, na radijskih kanalih pasovne širine 12,5 kHz. Prenos informacije je realiziran z uporabo štirinivojske fazne digitalne modulacije 4-FSK. Teoretična najvišja (neto) zmogljivost prenosa podatkov v sistemu DMR je 25 kbit/s. V praksi je zmogljivost manjša, ker radijskega kanala ni mogoče v celoti zasesti. Bruto zmogljivost prenosa podatkov v sistemu DMR je tako 19,2 kbit/s. Če odštejmo signalizacijo, ostane neto zmogljivost prenosa podatkov 14,3 kbit/s.
Sistemi DMR omogočajo dve vrsti prenosa podatkov:
- kratka podatkovna sporočila SDS
- paketni prenos podatkov

Kratka podatkovna sporočila se prenašajo kot statusna sporočila, kratka tekstovna ali binarna sporočila dolžine do 1130 bajtov. Tipična storitev prenosa kratkih podatkovnih sporočil je sporočanje lokacije.
Paketni prenos podatkov temelji na protokolu IPv4 ali IPv6. Možni sta dve hitrosti prenosa podatkov, odvisno od števila uporabljenih časovnih rezin. Hitrost ~2 kbit/s velja pri visoki stopnji zaščite podatkov. Pri nižjih stopnjah zaščite je hitrost lahko tudi višja (~4 kbit/s).